# 巴列德塔夫拉迪略
巴列德塔夫拉迪略，是西班牙卡斯蒂利亚-莱昂塞戈维亚省的一个市镇。 总面积17平方公里，总人口153人（2001年），人口密度9人/平方公里。